# Fuldaer Straße (Weimar)

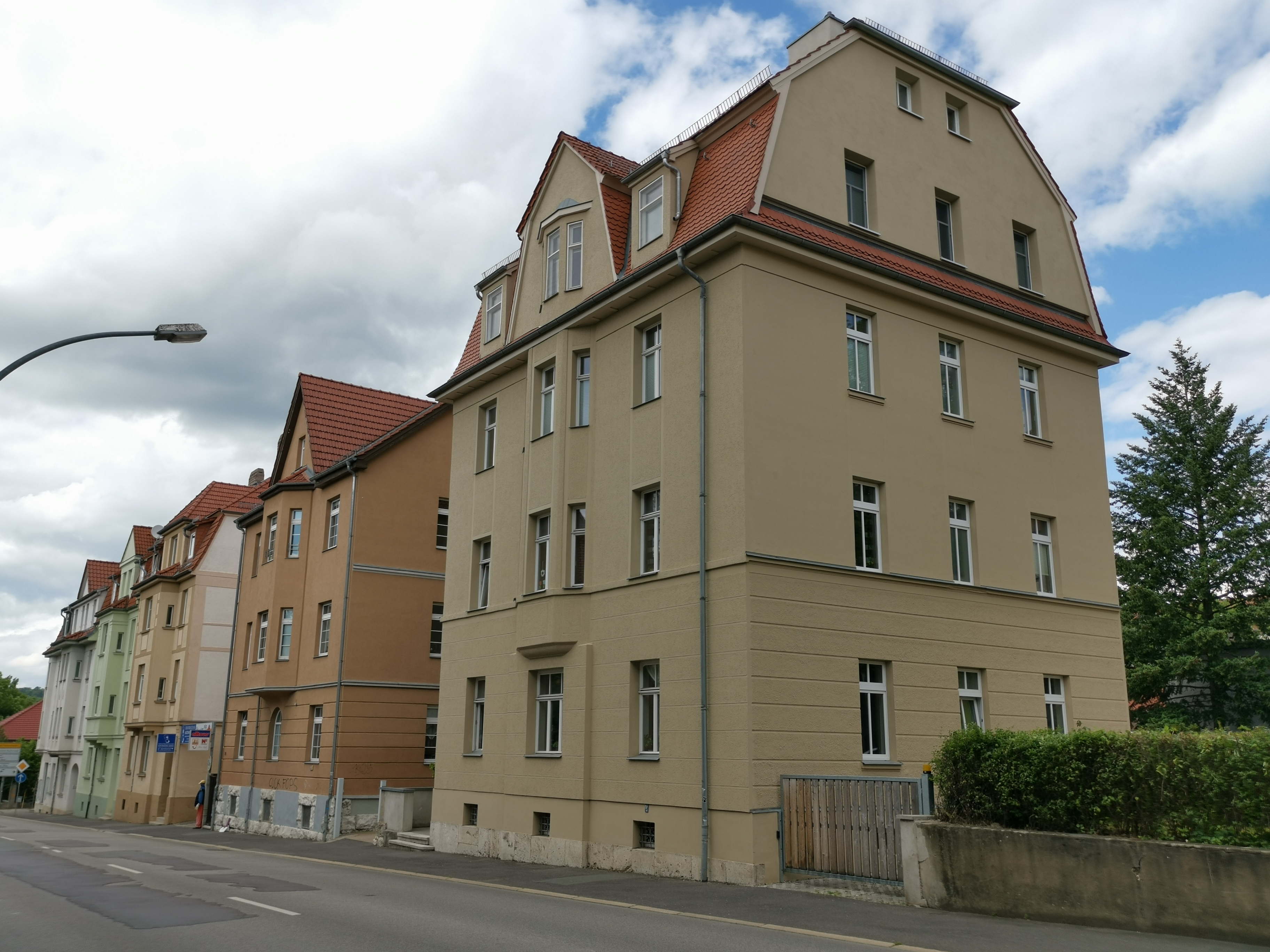
Fuldaer Straße 70.

Die am 11. April 1991 nach der hessischen Stadt Fulda benannte Straße ist Teil eines Ringstraßensystems in Weimar und befindet sich in der Westvorstadt und in der Nordvorstadt. Sie beginnt an der Erfurter Straße und endet in der Ernst-Thälmann-Straße kurz vor der Schopenhauerstraße. Sie ist eine Verbindungsstraße und hieß einmal Hindenburgstraße.
Sowohl aus nördlicher Richtung als auch aus südlicher Richtung bildet die Fuldaer Straße eine wichtige Entlastungsstraße für den Nordsüdverkehr der Stadt Weimar. Sie bildet das letzte Glied des Ringstraßensystems von Weimar in nördliche Richtung aus den Straßenzügen: Belvederer Allee, Marienstraße, Rudolf-Breitscheid-Straße, Poseckscher Garten und Trierer Straße. Zu DDR-Zeiten wurden sowohl Trierer Straße als auch Fuldaer Straße als Friedrich-Engels-Ring bezeichnet.
Die Fuldaer Straße steht auf der Liste der Kulturdenkmale in Weimar (Sachgesamtheiten und Ensembles). Sie ist Teil der nördlichen Begrenzung des Asbach-Grünzuges.